# Ubijte lorda Malkoma!
Rat špijuna je epizoda Zagora objavljena u svesci #161. u izdanju Veselog četvrtka. Na kioscima u Srbiji se pojavila 4. juna 2020. Koštala je 270 din. (2,27 €; 2,65 $) Imala je 94 strane.

## Originalna epizoda
Originalna epizoda pod nazivom Uccidete Lord Malcom! objavljena je premijerno u #630. regularne edicije Zagora u izdanju Bonelija u Italiji 2. januara 2018. Epizodu je nacrtao Valter Venturi, a scenario napisao Luiđi Minjako. Naslovnicu je nacrtao Alessandro Piccinelli. Koštala je 3,9 €.

## Kratak sadržaj
Zagor shvata da je prevaren i da će Smirnof pokušati da optuži njega, Čika i grofa od Lapaleta za organizaciju atentata na lorda Malkoma Pisdžoja. Koristeći trenutak nepažnje, Zagor beži nazadu šumu dok za njim kreću Crveni mundiri i indijanci. Za to vreme lord Pisdžoj se povlači u šator sa Smirnofom, koji mu se lažno predstavio kao gospodin Normis. Pisdžoj ispituje Smirnofa odakle mu podaci o atentatu, a on mu odgovara da ih je dobio od trgovca krzna, koji je to načuo od meksičkog pustolova iz Darkvuda. Smirnof za sve optužuje rusku tajnu službu, što je zgrozilo Pisdžoja. Iako on nije direktni naslednik krune (tek je četvrti u redu), Smirnof ga ubeđuje da Rusija ima za cilj da seje strah i haos u Velikoj britaniji i njenim kolonijama kako bi je oslabila. Dok Zagor beži od potere, deo Smirnofovih ljudi uspevaju da zarobe Čika i grofa Lapaleta sa ciljem da na njih bace krivicu za atentat. Čiko i grof Lapalet veruju da Smirnof neće moći da ih ubije jer oni nisu ruski građani i carevi podanici, te niko neće verovati da Rusija stoji iza atentata. Da bi ovo zamaskirali, Smirnofovi ljudi ih oblače u kozačke uniforme i taman pre nego što ih ubiju, na scenu stiže Zagor koji ih spašava.

## Prethodno pojavljivanje Smirnofa
Grof Smirnof se prvi put pojavljuje u epizodama Zagonetna formula (ZS-430) i Blindirana soba (ZS-431), koje su objavljene u originalnoj Zlatnoj seriji u bivšoj Jugoslaviji 1978. godine. Ove tri sveske (#160-2) njihov su direktan nastavak.

## Prethodna i naredna epizoda
Prethodna epizoda nosila je naslov Rat špijuna (#161), a naredna Povratak plavuše (#163)